# 科爾奇維亞
50°54′56″N 26°24′51″E / 50.91556°N 26.41417°E
科爾奇維亞（烏克蘭語：Корчів'я），是烏克蘭西北部的村莊，隸屬里夫內州的里夫內區。該村面積0.69平方公里，海拔高度183米，2024年該村落人口702。